# Мечислав Гіль
Мечислав Владислав Гіль (пол. Mieczysław Władysław Gil; 9 січня 1944, Ґаце-Слупецькі — 29 вересня 2022, Краків) — польський профспілковий діяч і політик, активіст краківської Солідарності, організатор незалежної профспілки на металургійному комбінаті Нова-Гути. Під час воєнного стану заарештований та засуджений як лідер страйку металургів. Після звільнення брав участь в антикомуністичному протестному русі, правозахисних і католицьких організаціях. У Третій Речі Посполитій — видний правий діяч, один із лідерів християнської демократії, депутат сейму, сенатор від партії Право і справедливість.

## Металург й активіст
Народився в селянській сім'ї зі Сташовського повіту. У 1963 році закінчив металургійно-механічний технікум у краківській Нова-Гуті, вступив на металургійний комбінат імені Леніна (HiL; нині — ArcelorMittal Poland Oddział). Працював конвертерником, з 1977 року редагував заводську газету «Głos Nowej Huty».
З 1964 року Мечислав Гіль перебував в урядущій компартії ПОРП, проте неодноразово виявляв незгоду з політикою влади ПНР. У 1968 році він відмовився приєднатися до партійного «робітничого ополчення» для розгону студентських демонстрацій. За це його зняли з посади майстра. Наприкінці 1970-х років поширював підпільний бюлетень КОС-КОР «Robotnik» і листівки Студентського комітету солідарності.

## У краківській «Солідарності»
У серпні 1980 року Мечислав Гіль активно доєднався до масового страйкового руху. З вересня він належав до керівництва незалежної профспілки Солідарність у Кракові та Малопольському регіоні. Був заступником голови профцентру Станіслава Завади по роботі з пресою, з листопада — співголова разом з Анджеєм Цираном, у першій половині 1981 року виконував обов'язки голови.
Мечислав Гіль стояв на радикальних позиціях у конфронтації «Солідарності» з ПОРП. У березні 1981 року, після Бидигощського інциденту, вийшов із компартії. Керував у Кракові всепольським попереджувальним страйком 27 березня 1981 року, очолював Робітничий комітет металургів (KRH). Водночас Гіль дотримувався лінії Леха Валенси та намагався підтримувати діалог із Краківським комітетом ПОРП, на чолі якого стояв «ліберально» орієнтований перший секретар Кристин Домброва. Дружні стосунки встановилися у профцентру із клубом лівої партійної інтелігенції «Кузня».
17 травня 1981 року Мечислав Гіль організував у Кракові марш протесту проти замаху на Папу Римського Івана Павла II. Очолював делегацію польської «Солідарності» на з'їзді Міжнародної федерації металістів у Вашингтоні. Брав участь у переговорах з урядом щодо законопроєктів про профспілки й органи виробничого самоврядування. Був делегатом І з'їзду «Солідарності», обраний до складу Всепольської комісії профспілки.
Іноземні спостерігачі відзначали спокій у Кракові навіть у бурхливі місяці «Карнавалу „Солідарності“». Тут не було великих страйків і жорстких зіткнень: «Краків набув репутації місця, де партія та профспілка могли спілкуватися один з одним». Взаємодія «Солідарності» з владою з конкретних питань міського життя Кракова — наприклад, продовольчого постачання — тривала до грудня 1981 року.

## Страйк й арешт
13 грудня 1981 року в Польщі ввели воєнний стан. Влада перейшла до Військової ради національного порятунку (WRON) і неформальної «Директорії» генерала Ярузельського. Військово-партійний режим заборонив незалежну профспілку та страйки, інтернував тисячі активістів. Для управління Краковом прибув військовий комісар генерал Сулима, для управління HiL — полковник Мазуркевич.
У Кракові, серед інших, підлягав інтернуванню Мечислав Гіль. У ніч проти 13 грудня воєводський комендант міліції полковник Тшибінський направив міністру внутрішніх справ генералу Кіщаку звіт про повний спокій у Кракові. Практично одразу він отримав інформацію, що у будинку, де мешкає Мечислав Гіль, готується оборона. Туди направили наряд ЗОМО, проте Гіль зумів втекти з балкона своєї квартири. Полковник Тшибінський пред'явив за це стягнення своєму заступнику у Службі безпеки (СБ) полковнику Дзяловському.
Пробравшись на комбінат, Мечислав Гіль разом із робітниками Станіславом Гандзликом і Яном Цесельським очолив страйковий комітет HiL. Підписував постанови та звернення комітету, вів переговори з адміністрацією підприємства та військовою владою. Головно вимагав невизнання неконституційного WRON, звільнення інтернованих активістів. Гіль підкреслював відмову від «ганебних прохань помилування», вірність совісті та переконання.
Страйк тривав до 16 грудня і був придушений силами ЗОМО за армійської підтримки. Але Гіль знову втік від переслідування.
Протягом місяця Мечислав Гіль перебував у нелегальному становищі. Тшибінський призначив за його затримання премію у 7 тисяч злотих (близько до середньомісячної зарплати у ПНР того часу). Схопити Гіля вдалося 13 січня 1982 року. Після двох днів інтернування СБ його заарештувала, віддала під суд, він отримав до чотирьох років ув'язнення. Утримувався у в'язницях Кракова, Ратибора, Стшельці-Опольських, Клодзько, Стшеліна. Брав участь у голодуванні з вимогою статусу політв'язня, видавав нелегальні тюремні газети «Ekstrema» та «Krata», зумів отримати радіоприймач і слухати передачі Радіо Солідарність.

## Підпілля та повернення
25 листопада 1983 року, після скасування воєнного стану, Мечислава Гіля звільнено за амністією. На роботу його не брали, групу інвалідності надати відмовилися. Жив у рідному селі Гаце-Слупецьку, працював на сімейній фермі. Був активним у підпільних структурах «Солідарності» та Пастирстві людей праці — дисидентських структурах Костела, пов'язаних із «Солідарністю».
У 1984 році Мечислав Гіль приєднався до Клубу католицької інтелігенції. Брав участь у створенні краківського Християнського робітничого університету імені Стефана Вишинського. Був співзасновником Громадянської ініціативи на захист прав людини від насильства. 23 жовтня 1986 року разом із Хандзликом, Цесельським й Едвардом Новаком відновив KRH. Неодноразово піддавався затриманням і допитам СБ.
Навесні 1988 року у Польщі знову почався масовий страйковий рух. Гіль, Хандзлик і Цесельський очолили страйковий комітет HiL. Страйк тривав з 26 квітня та 5 травня пригнічений ЗОМО. Гіля побили та заарештували, але за два тижні звільнено за підтримки Краківської архідієцезії.
Вересневі страйки 1988 року влада вже не наважилася придушувати. Представники керівництва ПОРП і «Солідарності» провели переговори в Магдаленці, в яких брав участь і Мечислав Гіль. Повсюдно йшло відтворення незалежної профспілки. У грудні Гіль увійшов до складу Громадянського комітету «Солідарність» (KOS) під керівництвом Леха Валенси. Активно відновлював Краківський профцентр. Входив до делегації «Солідарності» на Круглому столі 1989 року, перебував у групі з соціально-економічної політики та в підгрупі з житлової політики. Відновився на HiL, знову очолив KRH й організацію «Солідарності» у Нова-Гуті.

## Депутат і сенатор
На альтернативних виборах у червні 1989 року Мечислава Гіля обрано до сейму ПНР як представник KOS (отримав рекордну підтримку виборців — понад 89 %). 1990 року очолив депутатський клуб «Солідарності». Підтримав обрання Леха Валенси президентом Польщі на виборах 1990 року.
На парламентських виборах 1991 року балотувався від краківської правої коаліції «Солідарні з президентом». Знову був обраний депутатом сейму Польщі. У 1998—2002 роках — радник (депутат) Сеймика Малопольського воєводства від Виборчої акції Солідарність. Працював у парламентських комісіях з адміністрації, промислової політики, розслідування подій воєнного стану.
У 2001 році Мечислав Гіль приєднався до коаліції Виборча акція «Солідарність правиці», але його не обрали до сейму. У 2005 році невдало балотувався до сенату від Партії центру. На виборах 2011 року обраний у сенат від консервативної партії Право і справедливість (PiS). Залишався сенатором до 2015 року. Брав участь у парламентському розслідуванні Смоленської катастрофи.

## Політика та погляди
Мечислав Гіль дотримувався позицій правої християнської демократії. У 1996 році приєднався до Партії християнських демократів Павла Лончковського, у 1999 році — до Угоди польських християнських демократів Антонія Токарчука. З 2011 року доєднався до PiS Ярослава Качинського.
Для Мечислава Гіля було характерне поєднання класових установок із соціальною доктриною польського католицизму. Він наголошував на вирішальній ролі робітничого руху у звільненні Польщі. Позиціювався як виразник інтересів людей праці. Виступав за державне стимулювання промисловості, обмеження іноземного капіталу банківській сфері, соціальне регулювання економіки. Критикував ситуацію, за якого «бенефіціарами реформ стали посткомуністи, а не люди „Солідарності“». Висловлювався за створення при «Солідарності» своєї політичної партії (до певної міри це реалізувалося через профспілку з PiS). Закликав повернутися до ідеалів ранньої «Солідарності». Свою роль парламенті характеризував як "у певному сенсі совість трудящих.
Також Мечислав Гіль був знаний як журналіст, громадський діяч й економічний експерт. Активно організовував допомогу при катастрофічній повені 1997 року. У 1990-х роках заснував у Кракові газети «Czas Krakowski» та «Nowa Gazeta» (підтримували Валенсу, незабаром припинили видаватися). З 2005 року був радником варшавського Агентства промислового розвитку. Перебував у польській раді католицької благодійної організації Kirche in Not. Співзасновник Фонду доброї держави. Канцлер капітула медалі «Непорушний у слові». Був одружений, мав двох дітей.

## Смерть
Помер Мечислав Гіль у Кракові у віці 78 років. Першу інформацію про смерть озвучило краківське відділення Інституту національної пам'яті.